# 安房天津駅
安房天津駅（あわあまつえき）は、千葉県鴨川市天津にある、東日本旅客鉄道（JR東日本）外房線の駅である。

## 歴史
- 1929年（昭和4年）4月15日：鉄道省の駅として開設[1]。
- 1971年（昭和46年）7月1日：貨物取扱廃止[2]。
- 1972年（昭和47年）3月1日：荷物扱い廃止[2]。
- 1985年（昭和60年）3月1日：無人駅化[3]。
- 1987年（昭和62年）4月1日：国鉄分割民営化に伴い、東日本旅客鉄道（JR東日本）の駅となる[1]。
- 2009年（平成21年）3月14日：ICカード「Suica」の利用が可能となる[4]。東京近郊区間に組込まれる[4]。
- 2019年（令和元年）7月1日：鴨川市による乗車券委託販売（簡易委託）の受託を解除[5]。この日より再び終日無人駅化[5]。

## 駅構造
相対式ホーム2面2線を有する地上駅。ホームは嵩上げされていない。互いのホームは跨線橋で連絡している。上りホームに待合室がある。
茂原統括センター（安房鴨川駅）管理の無人駅で、簡易Suica改札機が設置されている。
2010年（平成22年）2月10日より外房線PRC型自動放送が導入された。

### のりば

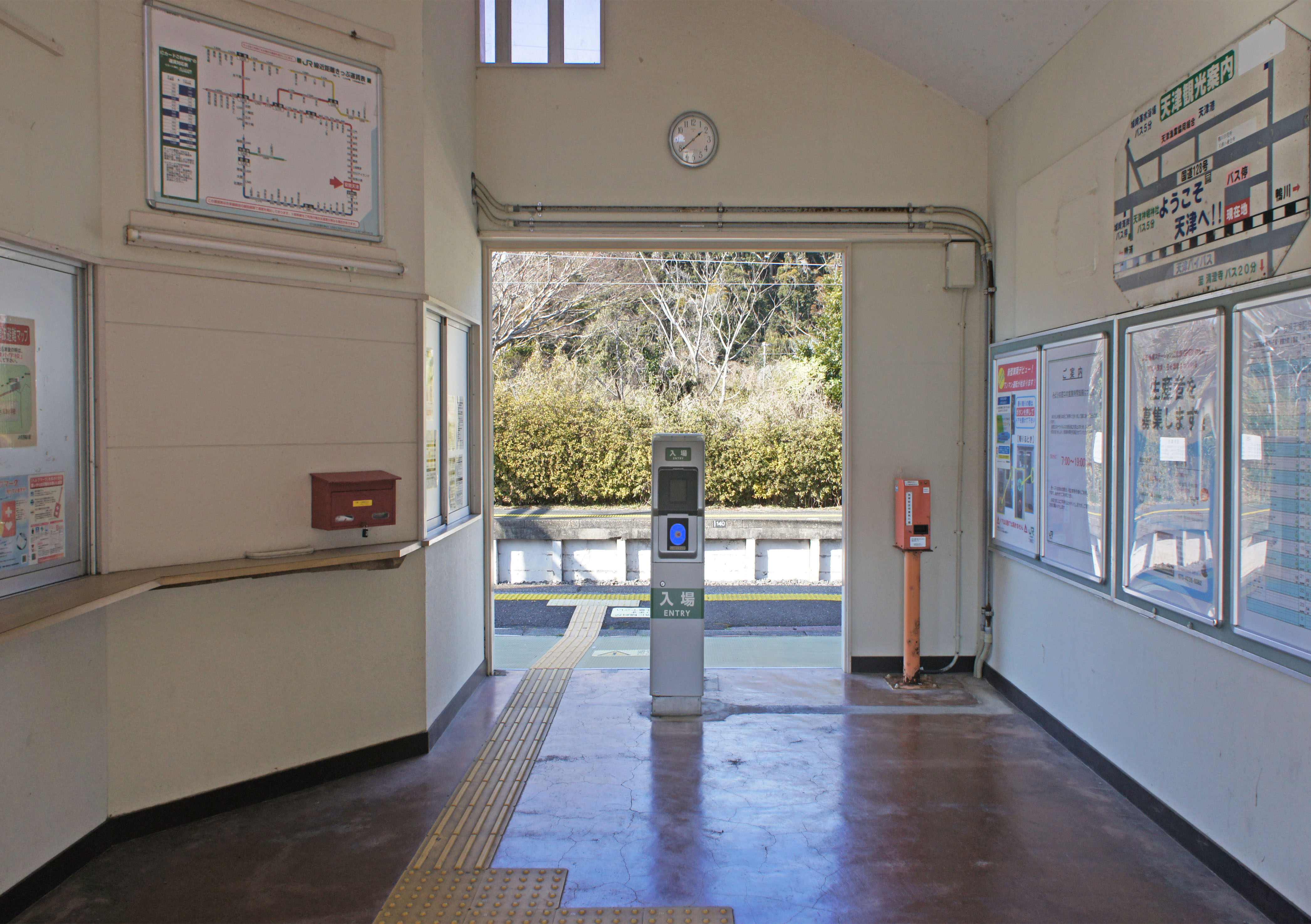
改札口（2022年2月）
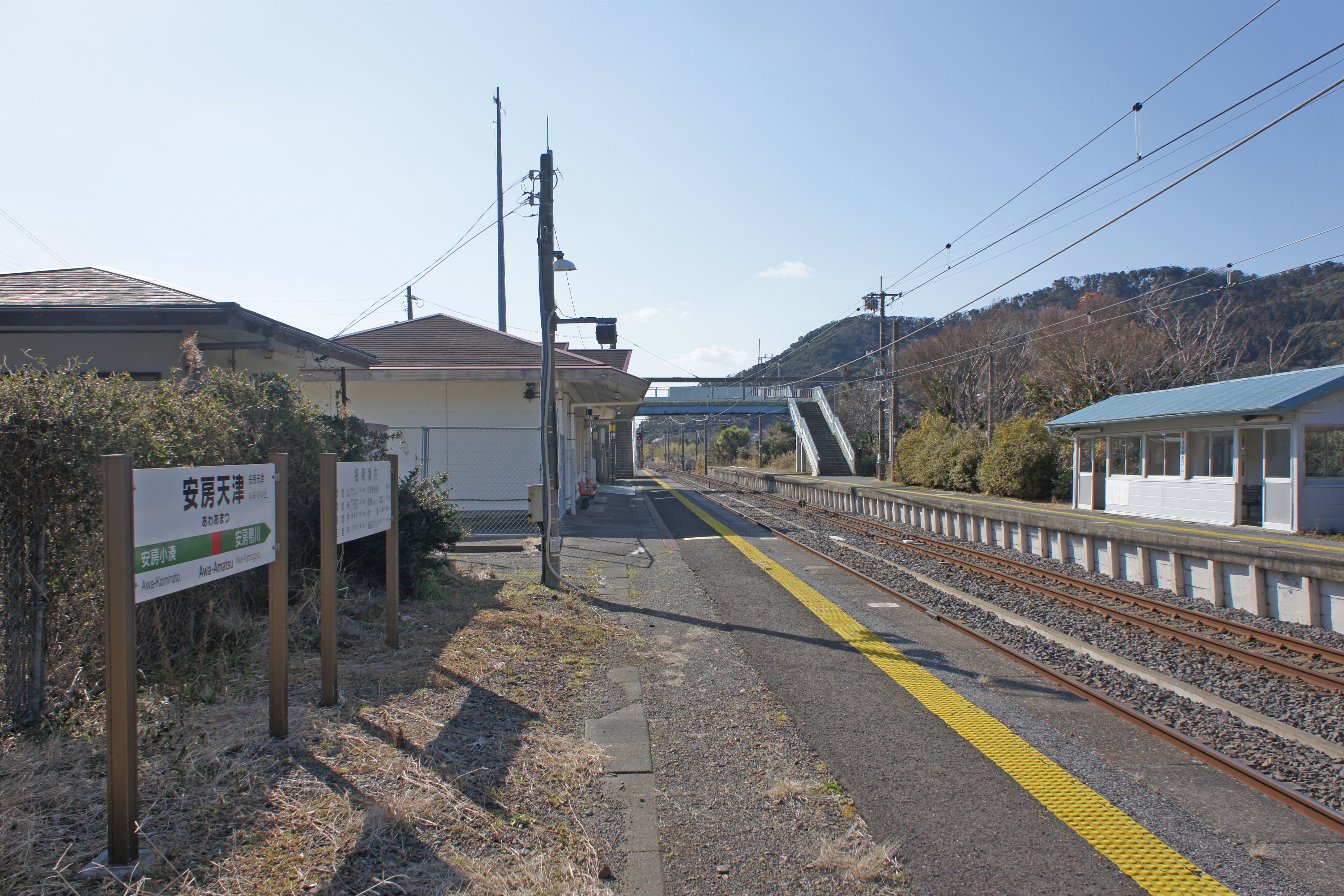
駅ホーム（2022年2月）

| 番線 | 路線    | 方向 | 行先                 |
| ---- | ------- | ---- | -------------------- |
| 1    | ■外房線 | 下り | 安房鴨川方面         |
| 2    | ■外房線 | 上り | 勝浦・大原・千葉方面 |

（出典：JR東日本:駅構内図）
- ホームは10両編成までに対応する。

- 改札口（2022年2月）
- 駅ホーム（2022年2月）

## 利用状況
2018年（平成30年）度の1日平均乗車人員は132人である。
JR東日本および千葉県統計年鑑によると、近年の1日平均乗車人員の推移は以下の通り。
| 年度               | 1日平均 乗車人員 | 出典     |
| ------------------ | ---------------- | -------- |
| 1990年（平成02年） | 328              | [ * 1 ]  |
| 1991年（平成03年） | 246              | [ * 2 ]  |
| 1992年（平成04年） | 276              | [ * 3 ]  |
| 1993年（平成05年） | 344              | [ * 4 ]  |
| 1994年（平成06年） | 331              | [ * 5 ]  |
| 1995年（平成07年） | 309              | [ * 6 ]  |
| 1996年（平成08年） | 289              | [ * 7 ]  |
| 1997年（平成09年） | 266              | [ * 8 ]  |
| 1998年（平成10年） | 255              | [ * 9 ]  |
| 1999年（平成11年） | 260              | [ * 10 ] |
| 2000年（平成12年） | 253              | [ * 11 ] |
| 2001年（平成13年） | 247              | [ * 12 ] |
| 2002年（平成14年） | 225              | [ * 13 ] |
| 2003年（平成15年） | 221              | [ * 14 ] |
| 2004年（平成16年） | 229              | [ * 15 ] |
| 2005年（平成17年） | 240              | [ * 16 ] |
| 2006年（平成18年） | 218              | [ * 17 ] |
| 2007年（平成19年） | 196              | [ * 18 ] |
| 2008年（平成20年） | 179              | [ * 19 ] |
| 2009年（平成21年） | 162              | [ * 20 ] |
| 2010年（平成22年） | 160              | [ * 21 ] |
| 2011年（平成23年） | 140              | [ * 22 ] |
| 2012年（平成24年） | 148              | [ * 23 ] |
| 2013年（平成25年） | 143              | [ * 24 ] |
| 2014年（平成26年） | 135              | [ * 25 ] |
| 2015年（平成27年） | 144              | [ * 26 ] |
| 2016年（平成28年） | 133              | [ * 27 ] |
| 2017年（平成29年） | 134              | [ * 28 ] |
| 2018年（平成30年） | 132              | [ * 29 ] |

## 駅周辺
- 国道128号
- 千葉県道81号市原天津小湊線
- 二タ間浦海水浴場

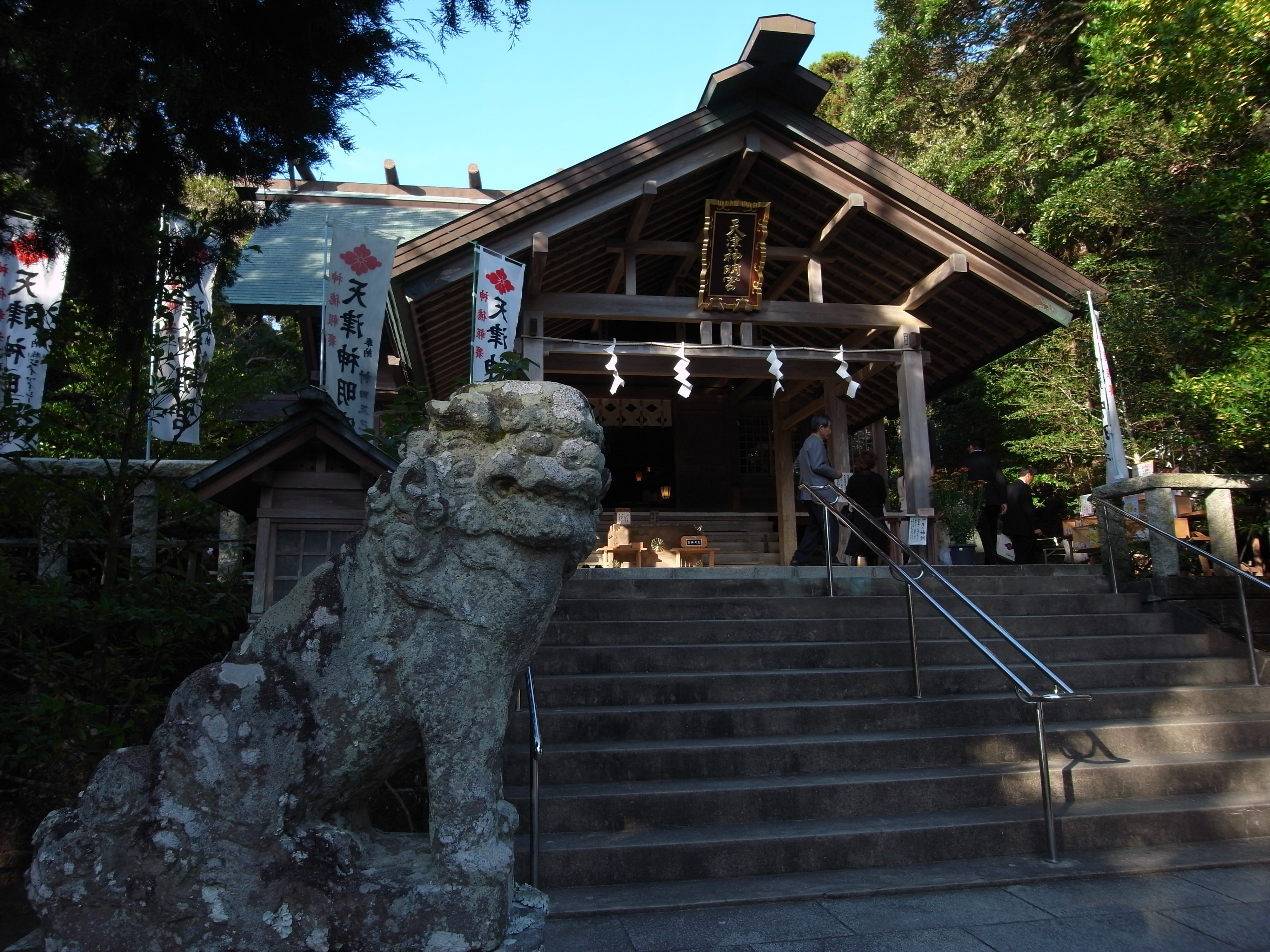
天津神明宮

- 鴨川市役所天津小湊支所（旧・天津小湊町役場）
- 天津郵便局
- 天津漁港
- 鴨川市立安房東中学校
- 鴨川市立天津小湊小学校
- 鴨川市天津小湊公民館
- 東京大学 千葉演習林
- 千葉銀行 天津支店
- 天津神明宮

## バス路線
「天津駅前」停留所にて、以下の路線バスが発着する。
- 日東交通
  - 市内線：誕生寺入口行 / 仁右衛門島入口行
- 鴨川市コミュニティバス
  - 北ルート：鯛の浦行 / 内浦山県民の森行 / 金山ダム行
  - 清澄ルート：奥清澄行 / 天津小湊支所行

## 隣の駅
東日本旅客鉄道（JR東日本）
■外房線
安房小湊駅 - 安房天津駅 - 安房鴨川駅

### 記事本文

### 利用状況
1. ↑  千葉県統計年鑑 - 千葉県
2. ↑  鴨川市統計書 - 鴨川市

JR東日本の2000年度以降の乗車人員
1. ↑  各駅の乗車人員（2000年度） - JR東日本
2. ↑  各駅の乗車人員（2001年度） - JR東日本
3. ↑  各駅の乗車人員（2002年度） - JR東日本
4. ↑  各駅の乗車人員（2003年度） - JR東日本
5. ↑  各駅の乗車人員（2004年度） - JR東日本
6. ↑  各駅の乗車人員（2005年度） - JR東日本
7. ↑  各駅の乗車人員（2006年度） - JR東日本
8. ↑  各駅の乗車人員（2007年度） - JR東日本
9. ↑  各駅の乗車人員（2008年度） - JR東日本
10. ↑  各駅の乗車人員（2009年度） - JR東日本
11. ↑  各駅の乗車人員（2010年度） - JR東日本
12. ↑  各駅の乗車人員（2011年度） - JR東日本
13. ↑  各駅の乗車人員（2012年度） - JR東日本
14. ↑  各駅の乗車人員（2013年度） - JR東日本
15. ↑  各駅の乗車人員（2014年度） - JR東日本
16. ↑  各駅の乗車人員（2015年度） - JR東日本
17. ↑  各駅の乗車人員（2016年度） - JR東日本
18. ↑  各駅の乗車人員（2017年度） - JR東日本
19. ↑  各駅の乗車人員（2018年度） - JR東日本

千葉県統計年鑑
1. ↑  千葉県統計年鑑（平成3年）
2. ↑  千葉県統計年鑑（平成4年）
3. ↑  千葉県統計年鑑（平成5年）
4. ↑  千葉県統計年鑑（平成6年）
5. ↑  千葉県統計年鑑（平成7年）
6. ↑  千葉県統計年鑑（平成8年）
7. ↑  千葉県統計年鑑（平成9年）
8. ↑  千葉県統計年鑑（平成10年）
9. ↑  千葉県統計年鑑（平成11年）
10. ↑  千葉県統計年鑑（平成12年）
11. ↑  千葉県統計年鑑（平成13年）
12. ↑  千葉県統計年鑑（平成14年）
13. ↑  千葉県統計年鑑（平成15年）
14. ↑  千葉県統計年鑑（平成16年）
15. ↑  千葉県統計年鑑（平成17年）
16. ↑  千葉県統計年鑑（平成18年）
17. ↑  千葉県統計年鑑（平成19年）
18. ↑  千葉県統計年鑑（平成20年）
19. ↑  千葉県統計年鑑（平成21年）
20. ↑  千葉県統計年鑑（平成22年）
21. ↑  千葉県統計年鑑（平成23年）
22. ↑  千葉県統計年鑑（平成24年）
23. ↑  千葉県統計年鑑（平成25年）
24. ↑  千葉県統計年鑑（平成26年）
25. ↑  千葉県統計年鑑（平成27年）
26. ↑  千葉県統計年鑑（平成28年）
27. ↑  千葉県統計年鑑（平成29年）
28. ↑  千葉県統計年鑑（平成30年）
29. ↑  千葉県統計年鑑（令和元年）